# Барон Данбойн
Барон Данбойн — наследственный титул в системе Пэрства Ирландии. Титул происходит от города Данбойн в графстве Мит. Через некоторое время после нормандского вторжения Ирландии титул барона Данбойна перешел к семьи Пети. Семья Пети также владела земельными владениями в Маллингаре. В 1227 году Ральф Пети стал епископом Мита. В этом качестве он основал приорат Пресвятой Богородицы в Маллингаре. Спустя столетие Томас Батлер (ум. 1329), сын Теобальда Батлера, 4-го главного виночерпия Ирландии, женился на Синольде, дочери и наследнице Уильяма Ле Пети, лорда главного судьи Ирландии. В 1324 году Батлер получил титул барона Данбойна. В 1541 году титул барона Данбойна был возведен в звание пэра Ирландии.
Семейной резиденцией баронов Данбойн до Реформации в Ирландии был замок Килтинан в Фетарде (графство Типперэри).

## Бароны Данбойн (1324)
- 1324—1329: Томас Батлер, 1-й барон Данбойн[англ.] (ум. 10 августа 1329)[1], третий сын Теобальда Батлера (ок. 1242—1285), 4-го главного виночерпия Ирландии[2]
- 1329—1370: Пирс Батлер, 2-й барон Данбойн (ум. 5 августа 1370), сын предыдущего[3]
- 1370—1370: Томас Пирс Батлер, 3-й барон Данбойн (ум. 11 июля 1370), старший сын предыдущего[4]
- 1370—1406: Уильям Батлер, 4-й барон Данбойн (ум. 1406), младший брат предыдущего[5]
- 1406—1415: Пирс Батлер, 5-й барон Данбойн (ум. 28 ноября 1415), старший сын предыдущего[6]
- 1415—1419: Эдмонд Батлер, 6-й барон Данбойн (ум. 1419), младший брат предыдущего[7]
- 1419—1445: Джеймс Батлер, 7-й барон Данбойн (ум. 1445), сын Уильяма Батлера, 4-го барона Данбойна, сенешаль Типперэри до 1457 года[8]
- 1445—1498: Эдмонд Батлер, 8-й барон Данбойн (ум. 1498), сын предыдущего, сенешаль Типперэри с 1457 по 1478 год[9]
- 1498—1508: Джеймс Батлер, 9-й барон Данбойн (ум. 1508), сын предыдущего, сенешаль Типперэри с 1478 по 1505 год[10]
- 1508—1538: Джеймс Батлер, 10-й барон Данбойн (ум. 15 января 1538), старший сын предыдущего[11].

## Бароны Данбойн (1541)
- 1541—1566: Эдмонд Батлер, 1/11-й барон Данбойн (умер в мае 1566), сын Джеймса Батлера, 10-го барона, был возведен в звание пэра 11 июня 1541 года[12].
- 1566—1624: Джеймс Батлер, 2/12-й барон Данбойн (ок. 1547 — 8 февраля 1624), сын предыдущего
- 1624—1640: Эдмонд Батлер, 3/13-й барон Данбойн (1595 — 17 мая 1640), сын достопочтенного Джона Батлера (ум. 1602), внук 2-го барона
- 1640—1662: Джеймс Батлер, 4/14-й барон Данбойн (умер 1662), сын предыдущего
- 1662—1690: Пирс Батлер, 5/15-й барон Данбойн (умер 3 мая 1690), сын Эдмунда Батлера (ум. 1641), внук достопочтенного Пирса Батлера (ум. 1626), правнук 2-го барона Данбойна
- 1690—1701: Джеймс Батлер, 6/16-й барон Данбойн (умер в январе 1701), сын предыдущего
- 1701—1718: Пирс Батлер, 7/17-й барон Данбойн (умер 1718), старший сын предыдущего
- 1718—1732: Эдмонд Батлер, 8/18-й барон Данбойн (умер 1732), младший брат предыдущего
- 1732—1768: Джеймс Батлер, 9/19-й барон Данбойн (умер 12 декабря 1768), старший сын предыдущего
- 1768—1773: Пирс Батлер, 10/20-й барон Данбойн (умер 20 августа 1773), младший брат предыдущего
- 1773—1785: Пирс Эдмонд Крей Батлер, 11/21-й барон Данбойн (умер в декабре 1785), единственный сын предыдущего
- 1785—1800: Джон Батлер, 12/22-й барон Данбойн[англ.] (1720 — 7 мая 1800), сын Эдмонда Батлера, 8-го барона Данбойна, дядя предыдущего
- 1800—1850: Джеймс Батлер, 13/23-й барон Данбойн (25 июля 1780 — 6 июля 1850), сын Джеймса Батлера (ум. 1874), внук Майкла Батлера (ум. 1776)
- 1850—1881: Теобальд Фицуолтер Батлер, 14/24-й барон Данбойн (11 февраля 1806 — 22 марта 1881), второй сын предыдущего, ирландский пэр-представитель с 1868 года
- 1881—1899: Джеймс Фицуолтер Клиффорд-Батлер, 15/25-й барон Данбойн (20 мая 1839 — 17 августа 1899), старший сын предыдущего
- 1899—1913: Роберт Сент-Джон Фицуолтер Батлер, 16/26-й барон Данбойн (20 января 1844 — 29 августа 1913), младший брат предыдущего, ирландский пэр-представитель с 1901 года
- 1913—1945: Фицуолтер Джордж Пробин Батлер, 17/27-й барон Данбойн (20 марта 1874 — 9 мая 1945), старший сын предыдущего
- 1945—2004: Патрик Теобальд Тауэр Батлер, 18/28-й барон Данбойн (27 января 1917 — 19 мая 2004), единственный сын предыдущего. Глава Ассоциации ирландских пэров
- 2004—2013: Джон Фицуолтер Батлер, 19/29-й барон Данбойн (31 июля 1951 — 11 июля 2013), единственный сын предыдущего
- 2013 — настоящее время: Ричард Пирс Теобальд Батлер, 20/30-й барон Данбойн (род. 5 июля 1983), единственный сын предыдущего
  - Наследник титула: Майкл Джеймс Батлер (род. 7 июля 1944), старший сын подполковника Джеймса Дайтона Батлера (1911—1987), троюродный брат предыдущего.